# Ida Raming
Ida Raming (* 10. August 1932 in Fürstenau) ist eine deutsche Theologin, Pädagogin und Autorin, die entgegen dem Kirchenrecht 2002 zur römisch-katholischen Priesterin und 2006 zur Bischöfin geweiht wurde.

## Leben
Nach ihrer Schulzeit studierte Raming an der Universität Münster und an der Universität Freiburg römisch-katholische Theologie, Germanistik, Philosophie und Pädagogik. Ihre Ausbildung schloss sie mit dem 2. Staatsexamen für das Lehramt an Gymnasien ab. Anschließend arbeitete sie als wissenschaftlich Assistentin am Fachbereich katholische Theologie in Münster.
Mit ihrer Dissertation, die erstmals das Thema Frauenausschluss von der Weihe aufgriff, wurde sie 1970 von der katholisch-theologischen Fakultät der Universität Münster promoviert. Die von dem Kirchenrechtler Peter-Josef Keßler betreute rechtshistorisch-dogmatische Dissertation wurde 1973 unter dem Titel Der Ausschluss der Frau vom priesterlichen Amt – gottgewollte Tradition oder Diskriminierung? als Buch veröffentlicht, das auch in einer englischen Übersetzung erschien. Das international anerkannte Werk ist 2021 erneut erschienen.
Nach ihrem Studium unterrichtete sie als Deutsch- und Religionslehrerin am Gymnasium Martinum Emsdetten. Sie war in der Erwachsenenbildung tätig und übte mehrfach Lehraufträge an theologischen Hochschulen aus. Als Autorin schrieb sie mehrere Bücher zum Thema „Stellung der Frau in der römisch-katholischen Kirche“, insbesondere zur Frauenordination. Raming ist unverheiratet und lebt in Stuttgart.

## Einsatz für die Frauenordination
Raming berichtet, dass ihre persönliche „Leiderfahrung“ als Frau in der römisch-katholischen Kirche für sie die Triebfeder gewesen sei, sich für einen Wandel in den kirchlichen Strukturen einzusetzen, um Frauen einen Zugang zu Weiheämtern zu ermöglichen.  Sie legte dem Zweiten Vatikanischen Konzil (1962–1965) eine schriftliche Eingabe für die volle Gleichberechtigung der Frauen in Diakonat und Priesteramt vor, die in dem von Gertrud Heinzelmann herausgegebenen Buch „Wir schweigen nicht länger!“ dokumentiert wird. 1986 war sie Mitgründerin des Vereins Maria Magdalena – Initiative Gleichberechtigung für Frauen in der Kirche.
Das traditionelle Lehramt der Kirche forderte sie immer wieder mit Veröffentlichungen und Eingaben heraus, wie beispielsweise mit einem offenen Brief an Kardinal Kasper von 2019, in dem sie ihre Argumente für die Frauenordination zusammengefasst dargestellt hat. Auch kritisiert sie die kirchliche Sanktion nach einer gesetzeswidrigen Frauenordination, die nach dem neuen Kirchenstrafrecht ab 8. Dezember 2021 gemäß can. 1379 CIC zu einer automatischen Exkommunikation führt.
Sie gehörte zu den Initiatorinnen der Organisation Roman Catholic Women Priests (RCWP), in der sich weltweit römisch-katholische Priesterinnen zusammengeschlossen haben.
Laut Regina Heyder hat sie gemeinsam mit Gertrud Heinzelmann und den Theologinnen Iris Müller und Josefa Theresia Münch  „entscheidend zu einer Sensibilisierung für die Thematik ,Frauen und Kirche‘“ beigetragen. Unabhängig voneinander setzten sie sich für das Priestertum der Frau ein. Noch im Alter von 90 Jahren engagierte sie sich gegen die Frauendiskriminierung in der katholischen Kirche wie im September 2022 auf einer Veranstaltung der Karl-Rahner-Akademie in Köln.
Sie versteht sich selbst als „Stachel im Fleisch der Kirche“.

## Ordination zur Priesterin
Am 29. Juni 2002 wurde Raming, nachdem sie am 24. März 2002 zur Diakonin geweiht worden war, zusammen mit sechs weiteren Theologinnen – Iris Müller, Christine Mayr-Lumetzberger, Adelinde Theresia Roitinger, Gisela Forster, Pia Brunner und Dagmar Braun Celeste – zur Priesterin geweiht. Der Heilige Stuhl bezeichnete den Akt der sieben Frauen, die als Donau Sieben bekannt wurden, als ungültig.
Raming bestreitet die Ungültigkeit ihrer Weihe bis heute und zeigte daher bis zum Ablauf einer festgesetzten Bedenkzeit „keine Zeichen der Reue und Umkehr“. Daraufhin  wurde sie am 5. August 2002 exkommuniziert.

## Ordination zur Bischöfin
Am 5. Juni 2006 wurde sie zur Bischöfin geweiht. Der Weiheakt wurde notariell dokumentiert und von Zeugen bestätigt. Damit sollte es möglich werden, die Frauenordination mit korrekter römisch-katholischer Sukzession in die Welt zu tragen, ohne dass männliche Bischöfe bestraft würden. Eine Eskalation der Konflikte war nicht beabsichtigt, insbesondere kein Schisma. Vielmehr sollte die Mitwirkung von Frauen im Leitungsamt heilsam für die römisch-katholische Kirche sein.
Auch bezüglich ihrer Bischofsweihe hat die römisch-katholische Kirche die Nichtigkeit festgestellt, was von Raming bestritten wird. Raming wirkte danach zusammen mit Gisela Forster und Patricia Fresen bei etlichen Priesterinnenweihen mit.

## Würdigung
- Audiobeitrag von Christiane Florin: Theologin Raming: „Degradierung der Frauen“ in der Kirche ist Sünde, Deutschlandfunk, 27. Dezember 2022[21]
- Karl-Heinz Reinartz: Persönliche Würdigung von Ida Raming zu ihrem 90. Geburtstag. In: Imprimatur. Nr. 4, 2022, S. 217 f. (imprimatur-trier.de [PDF; abgerufen am 23. Januar 2023]).
- Interview mit Susanne Fritz, „Wir sind der Stachel im Fleisch der katholischen Kirche“, Deutschlandfunk, 22. Mai 2019[22]
- Filmdokumentation von Gerhard Stahl über Ida Raming: Zur Priesterin Berufen, 2015.[23]

## Werke
- 2021: Priesteramt der Frau: Geschenk Gottes für eine erneuerte Kirche. LIT Verlag, Münster/Hamburg/London, ISBN 978-3-643-14922-0, 3. Auflage von „Der Ausschluß der Frau vom Priesterlichen Amt“ (1973) mit ausführlicher Bibliographie (1974–2021)
- 2018: 55 Jahre Kampf um Frauenordination in der katholischen Kirche. Eine Pionierin hält Rückschau. Person – Dokumente – Ereignisse – Bewegungen, ISBN 978-3-643-14031-9 , LIT Verlag
- 2013: Römisch-katholische Priesterinnen – Realität in der gegenwärtigen und zukünftigen Kirche, LIT Verlag, Berlin/Münster/Wien/Zürich/London, ISBN 978-3-643-12307-7.
- 2007: Unser Leben im Einsatz für Menschenrechte der Frauen in der römisch-katholischen Kirche. LIT Verlag, Berlin/Münster, ISBN 978-3-8258-0186-1 (zus. mit Iris Müller).
- 2006: Gleichrangig in Christus anstatt: Ausschluss von Frauen „im Namen Gottes“. LIT Verlag, Berlin/Münster, ISBN 978-3-8258-9706-2.
- 1998: Aufbruch aus männlichen „Gottesordnungen“: Reformbestrebungen von Frauen in christlichen Kirchen und im Islam. Deutscher Studien-Verlag, Weinheim, ISBN 3-89271-796-6.
- 1998: Zur Priesterin berufen. Thaur, Thaur/Wien/München, ISBN 3-85400-070-7 (als Herausgeberin).
- 1989: Frauenbewegung und Kirche: Bilanz eines 25jährigen Kampfes für Gleichberechtigung und Befreiung der Frau seit dem 2. Vatikanischen Konzil. Studien-Verlag, Weinheim, ISBN 3-89271-148-8.
- 1973: Der Ausschluss der Frau vom priesterlichen Amt: Gottgewollte Tradition oder Diskriminierung? Eine rechtshistorisch-dogmatische Untersuchung der Grundlagen von Kanon 968, § 1 d. Codex Iuris Canonici. Böhlau, Köln/Wien, ISBN 3-412-83073-9 (Dissertation).

## Web-Publikationen
- Ida Raming: Der unwissende Thomas. in: KIRCHE IN, 05/2025, S. 31f.
- Ida Raming, Stephan Rohn: Ordinatio Sacerdotalis - ein frauenfeindliches und fehlerhaftes Lehrschreiben von Papst Johannes Paul II., das keine Akzeptanz und Anerkennung verdient. In: Imprimatur. Nr. 4, 2022, S. 228 ff. (imprimatur-trier.de [PDF; abgerufen am 23. Januar 2023]).
- Ida Raming: Frauenordination - Eine umstrittene, aber notwendige Reform für die katholische Kirche. In: Imprimatur. Nr. 3, 2022[24].
- Ida Raming: Erneuter Affront gegen die Priesterweihe von Frauen. In: Imprimatur. Nr. 3, 2021 (imprimatur-trier.de [PDF; abgerufen am 24. Januar 2023]).
- Ida Raming: Mutige Frauen stehen auf gegen ein ungerechtes Kirchengesetz - denn: „Ein ungerechtes Gesetz verpflichtet nicht“ – „Lex iniusta non obligat“. In: Imprimatur. Nr. 2, 2017 (imprimatur-trier.de [PDF; abgerufen am 24. Januar 2023]).